# Långivare i sista hand
Långivare i sista hand (engelska: Lender of last resort) är någon som tillhandahåller lån när alla andra möjligheter att låna är uttömda. Vanligtvis är centralbanken i ett land långivare i sista hand. Inom euroområdet är Europeiska centralbanken tillsammans med de nationella centralbankerna långivare i sista hand.